# Liste der Orgeln im Landkreis Oberspreewald-Lausitz

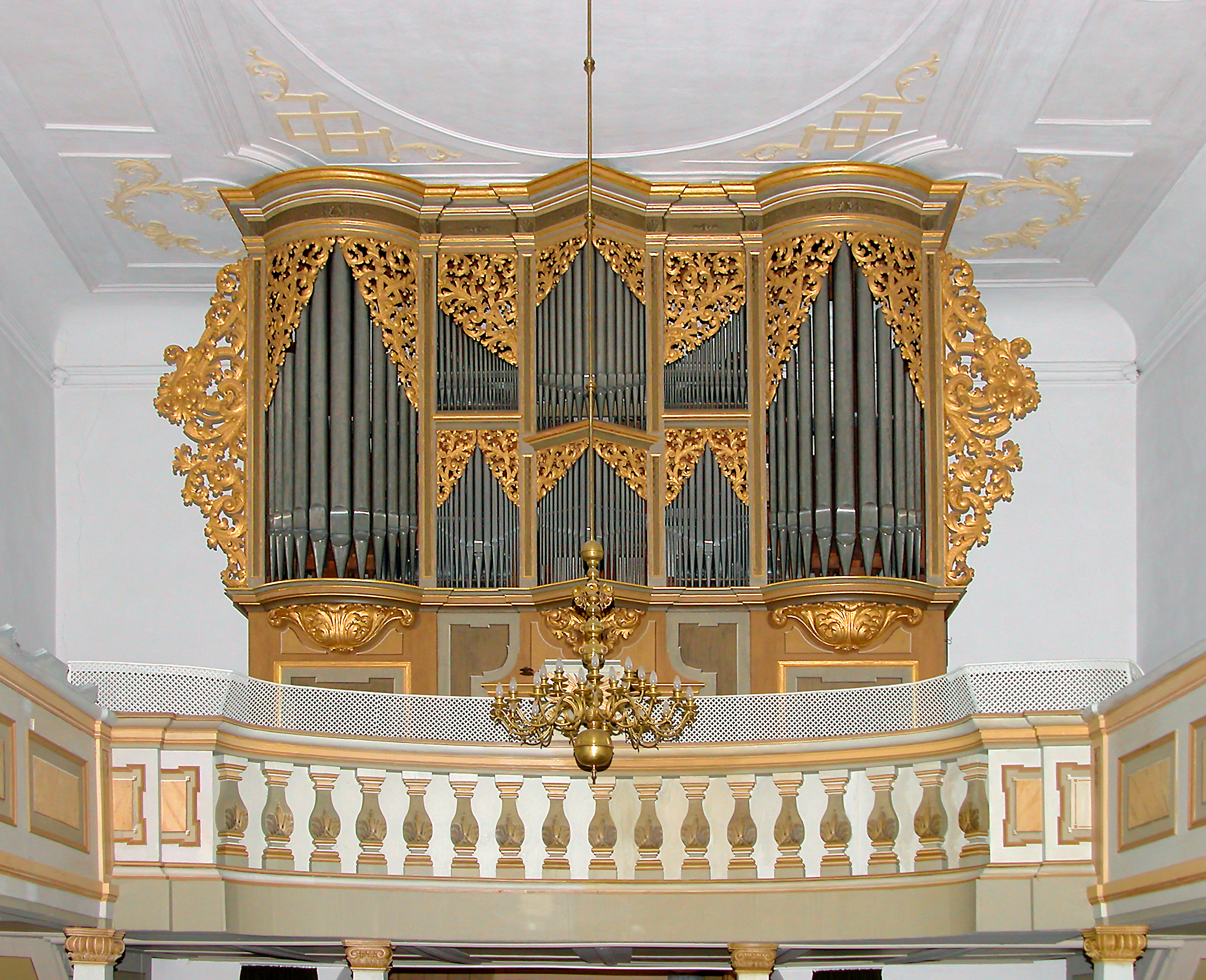
Silbermann-Orgel in Großkmehlen

Die Liste der Orgeln im Landkreis Oberspreewald-Lausitz umfasst die erhaltenen Pfeifenorgeln im Landkreis Oberspreewald-Lausitz in Brandenburg.

## Liste (Auswahl)
Im Landkreis Oberspreewald-Lausitz gibt es über 60 Orgeln. Die älteste und historisch wertvollste ist die Silbermann-Orgel in Großkmehlen von 1717/18. Die größte ist die Jehmlich-Orgel in Lübbenau.
Die Tabelle ist sortierbar. In der vierten Spalte sind die hauptsächlichen Erbauer angeführt; eine Kooperation mehrerer Orgelbauer wird durch Schrägstrich angezeigt, spätere Umbauten durch Komma. In der sechsten Spalte bezeichnet die römische Zahl die Anzahl der Manuale, ein großes „P“ ein selbstständiges Pedal, ein kleines „p“ ein nur angehängtes Pedal. Die vorletzte Spalte führt die die Anzahl der klingenden Register an, die letzte Spalte Besonderheiten und weiterführende Weblinks.
| Ort                         | Kirche                                  | Bild                               | Orgelbauer                       | Jahr      | Manuale | Register | Anmerkungen |
| --------------------------- | --------------------------------------- | ---------------------------------- | -------------------------------- | --------- | ------- | -------- | --- |
| Allmosen                    | Dorfkirche                              |                                    | Robert Uibe                      | 1890      | I/P     | 7        | kleine Veränderungen |
| Altdöbern                   | Ev. Kirche                              | weitere Bilder                     | Gustav Heinze                    | 1920      | II/P    | 27       | Opus 89; Dispositionsänderung 1986 → Orgel - Wikidata-Eintrag zur Orgel (Q124765958) |
| Altdöbern                   | Katholische Kirche                      |                                    |                                  |           |         |          | - Wikidata-Eintrag zur Orgel (Q124784899) |
| Annahütte                   | Ev. Henrietten-Kirche                   |                                    | Arno Voigt                       | 1905      | II/P    | 10       | Opus 1; aufgestellt wurde die Orgel erst 1921 vom Orgelbauer Gustav Heinze aus Sorau; A. Voigt GmbH, 2014 → Orgel - Wikidata-Eintrag zur Orgel (Q124785224) |
| Bischdorf                   | Dorfkirche                              |                                    | Robert Uibe                      | 1880      | I/P     | 6        | |
| Brieske                     | Ev. Martin-Luther Kirche                | Bild gesucht BW                    | Gebrüder Jehmlich                | 1914      | II/P    | 16       | |
| Bronkow                     | Dorfkirche                              | Bild gesucht BW                    | Robert Uibe                      | um 1885   | I/P     | 7        | pneumatische Kegellade |
| Buckow (Calau)              | Dorfkirche                              | Bild gesucht BW                    | Friedrich Wilhelm Kaltschmidt    | 1858      | I/P     | 5        | 1930 Einbau einer Aeoline 8′, 1956 Umbau durch Eule |
| Calau                       | Kath. Kirche St. Bonifatius             | Sauer-Orgel                        | VEB Orgelbau Sauer               | 1990      | I/P     | 8        | - Wikidata-Eintrag zur Orgel (Q124788697) |
| Calau                       | Ev. Stadtkirche                         | Bild gesucht BW                    | Alexander Schuke Orgelbau        | 1954      | I/P     | 15       | Opus 246; die Orgel ist eigentlich zweimanualig konzipiert, aber das 2. Manualwerk ist nicht eingebaut (nur die Klaviatur des 2. Manuals ist vorhanden – II/P/26); 2010 von pneumatischer auf elektrische Registertraktur umgestellt                                                                                                |
| Calau                       | Ev. Landkirche                          | Bild gesucht BW                    | Conrad Geißler                   | 1860      | I/P     | 6        | |
| Dörrwalde                   | Ev. Kirche                              |                                    | Johann Teschner                  | 1868      | I/P     | 8        | saniert 1910 Wilhelm Sauer; 2008 von Sauer (Müllrose) restauriert - Wikidata-Eintrag zur Orgel (Q124789289) |
| Frauendorf                  | Gemeindezentrum                         |                                    | Eule Orgelbau                    | 1965      | I       | 3        | Positiv, zuerst in Schlosskapelle Guteborn, 2017 verkauft nach Frauendorf |
| Freienhufen                 | Ev. Kirche                              |                                    | Wilhelm Sauer                    | 1906      | II/P    | 11       | Opus 954 → Orgel - Wikidata-Eintrag zur Orgel (Q124789347) |
| Groß Jehser                 | Dorfkirche                              | Bild gesucht BW                    | Arno Voigt                       | 1909      | I/P     | 9        | in Barockgehäuse |
| Großkmehlen                 | Ev. Kirche St. Georg                    | weitere Bilder                     | Gottfried Silbermann             | 1717/1718 | II/P    | 22       | Opus 8; Restaurierung 1995 bis 1996 → Orgel - Wikidata-Eintrag zur Orgel (Q124759501) |
| Großkoschen                 | Ev. Kirche                              | weitere Bilder                     | Gebrüder Nagel                   | 1890      | I/P     | 12       | - Wikidata-Eintrag zur Orgel (Q124750157) |
| Groß Mehßow                 | Ev. Kirche                              | Bild gesucht BW                    | Carl Gotthold Claunigk           | 1801      | II/P    | 11       | 1864 Umsetzung in neue Kirche, 2017 restauriert durch Mike Zuber → Orgel - Wikidata-Eintrag zur Orgel (Q124791019) |
| Großräschen                 | Kath. Kirche St. Antonius               |                                    | Gebrüder Jehmlich                | 1978      | II/P    | 19       | Opus 986; 1996 und 2003 erweitert → Orgel - Wikidata-Eintrag zur Orgel (Q124789430) |
| Großräschen                 | Ev. Kirche                              | Fahlberg-Orgel                     | Ulrich Fahlberg                  | 1989      | II/P    | 17       | Das Pfeifenwerk stammt von einer Jehmlich-Orgel der Ev. Kirche Großräschen-Süd, welche 1990 dem Bergbau weichen musste. - Wikidata-Eintrag zur Orgel (Q124789426) |
| Grünewalde (Lauchhammer)    | Ev. Kirche                              |                                    | Furtwängler & Hammer             | 1934      | II/P    | 9        | Pneumatische Kegellade |
| Guteborn                    | Schlosskapelle                          |                                    | Orgelbau Sauer                   | 1965      | I/p     | 4        | ursprünglich in St.-Andreas-Kirche in Rostock-Reutershagen, 2017 umgesetzt nach Guteborn |
| Hermsdorf (bei Ruhland)     | Dorfkirche                              | Bild gesucht BW                    | Johann Christoph Schröther d. J. | 1844      | II/P    | 11       | weitgehend unverändert |
| Hindenberg                  | Dorfkirche                              |                                    | Robert Uibe                      | 1879      | I/P     | 6        | Opus 1 → Orgel - Wikidata-Eintrag zur Orgel (Q124791027) |
| Hohenbocka                  | Ev. Kirche                              | Bild gesucht BW                    | Gottlob Heinrich Nagel           | 1846      | I/P     | 10       | Restaurierung durch Ekkehart Groß 2013 |
| Hosena                      | Ev. Christuskirche                      | Bild gesucht BW                    | Schlag & Söhne                   | 1913      | II/P    | 20       | Opus 979; Restaurierung 2015 durch Orgelbaufirma Ekkehart Groß |
| Hörlitz                     | Ev. Heilandskirche                      | Bild gesucht BW                    | Arno Voigt                       | 1928      | II/P    | 15       | [ 4 ] |
| Klettwitz                   | Kath. Kirche Heiligstes Herz-Jesu       | weitere Bilder                     | Arno Voigt                       | 1913      | II/P    | 8        | Opus 26; Generalüberholung und Restaurierung A. Voigt GmbH 2008 und 2013/2014 → Orgel - Wikidata-Eintrag zur Orgel (Q124785186) |
| Klettwitz                   | Ev. Kirche                              |                                    | Wilhelm Sauer                    | 1906      | II/P    | 12       | Opus 970; 1997 Restaurierung und Instandsetzung Schuke Orgelbau → Orgel - Wikidata-Eintrag zur Orgel (Q124785200) |
| Kostebrau                   | Ev. Kirche                              |                                    | Wilhelm Sauer                    | 1884      | I/P     | 7        | Opus 419; stammt ursprünglich aus der Ev. Kirche Klettwitz, die wegen Platzmangel erweitert und umgebaut wurde und eine größere Orgel benötigte - Wikidata-Eintrag zur Orgel (Q124789534) |
| Kroppen                     | Ev. Kirche                              |                                    | Schlag & Söhne                   |           | II/P    | 14       | Opus 996 - Wikidata-Eintrag zur Orgel (Q124788731) |
| Lauchhammer-Mitte           | Kath. Kirche Christ-König               | Bild gesucht BW                    | A. Voigt GmbH                    | 1972      | II/P    | 14       | [ 5 ] |
| Lauchhammer-Mitte           | Ev. Kirche St. Nikolai                  |                                    | Emil Hammer                      | 1938      | II/P    | 21       | → Orgel - Wikidata-Eintrag zur Orgel (Q124789537) |
| Lauchhammer-Ost             | Ehem. Ev. Friedensgedächtniskirche      | Bild gesucht BW                    | Gebrüder Jehmlich                | 1920      | II/P    | 15       | [ 6 ] |
| Lauchhammer-West            | Schlosskirche                           |                                    | Orgelbau Hüfken                  | 2019      | II/P    | ?        | in Gehäuse aus dem frühen 19. Jahrhundert |
| Lieske                      | Dorfkirche                              |                                    | Ludwig Glöckner                  | 1974      | I/p     | 5        | [ 7 ] |
| Lindenau (Oberlausitz)      | Dorfkirche                              | Bild gesucht BW                    | Friedrich Gotthelf Pfützner      | 1842      | I/P     | 9        | |
| Lübbenau/Spreewald          | Kath. Kirche St. Maria Verkündigung     | Bild gesucht BW                    | Wilhelm Sauer                    | 1896      | II/P    | 10       | Opus 749; ursprünglicher Standort Dorfkirche Sorno die dem Bergbau weichen musste, Aufstellung am jetzigen Standort 1971 → Orgel - Wikidata-Eintrag zur Orgel (Q124791035) |
| Lübbenau/Spreewald          | Ev. Kirche St. Nikolai                  | weitere Bilder                     | Gebrüder Jehmlich                | 1984      | II/P    | 35       | 1741–1743 von J. J. Köpler aus Sorau hergestellter Orgelprospekt; Renovierung und Neuintonierung 2010 durch Orgelbauer Reinhard Hüfken aus Halberstadt, Erweiterung um einen Zimbelstern → Orgel - Wikidata-Eintrag zur Orgel (Q124785324)                                                                                          |
| Lübbenau/Spreewald          | Neuapostolische Kirche                  |                                    | Orgelbau Sauer                   | 1988      | I/p     | 4        | [ 8 ] |
| Missen (Vetschau/Spreewald) | Dorfkirche                              | Bild gesucht BW                    | Wilhelm Sauer                    | 1886      | II/P    | 10       | mechanische Kegellade |
| Neupetershain               | Ev. Kirche                              | Bild gesucht BW                    | Gustav Heinze                    | 1905      | II/P    | 19       | |
| Ogrosen                     | Ev. Kirche                              | Bild gesucht BW                    | Johann Christoph Schröther d. J. | 1874      | I/P     | 8        | |
| Ortrand                     | Kath. Kirche St. Jakobus                |                                    | Gebrüder Jehmlich                | 1956      | I       | 4        | Opus 723 - Wikidata-Eintrag zur Orgel (Q124785270) |
| Ortrand                     | Ev. Kirche St. Barbara                  | weitere Bilder                     | Arno Voigt                       | 1918      | II/P    | 19       | Opus 40 → Orgel - Wikidata-Eintrag zur Orgel (Q124785260) |
| Ressen (Neu-Seeland)        | Ev. Kirche                              | Bild gesucht BW                    | Gustav Heinze                    | 1919      | I/P     | 6        | pneumatische Kegellade |
| Ruhland                     | Kath. Kirche St. Marien                 | Orgelpositiv von Gebrüder Jehmlich | Gebrüder Jehmlich                |           | I       | 4        | - Wikidata-Eintrag zur Orgel (Q124788262) |
| Ruhland                     | Ev. Stadtkirche, Hauptorgel             | weitere Bilder                     | Gustav Heinze                    | 1910      | II/P    | 18       | Gehäuse von 1854; zudem eine Transmission - Wikidata-Eintrag zur Orgel (Q124788036) |
| Ruhland                     | Ev. Stadtkirche, Positiv                | weitere Bilder                     | Orgelbau Sauer                   |           | I       | 3        | - Wikidata-Eintrag zur Orgel (Q124789189) |
| Saalhausen                  | Ev. Kirche                              |                                    | Wilhelm Sauer                    | 1878      | I/P     | 8        | Opus 269 - Wikidata-Eintrag zur Orgel (Q124789352) |
| Saßleben                    | Dorfkirche                              | Bild gesucht BW                    | Gustav Heinze                    | 1928      | II/P    | 8        | pneumatische Kegellade |
| Schipkau                    | Ev. Kirche                              |                                    | Gebrüder Jehmlich                |           | I/P     | 5        | Opus 791 - Wikidata-Eintrag zur Orgel (Q124785216) |
| Schwarzheide                | Kath. Kirche Heilig-Kreuz               |                                    | A. Voigt GmbH                    | 2007      | II/P    | 11       | ursprünglich eine Hausorgel aus der Nähe von Hannover. Umbau und Anpassung der Disposition für den Kirchenraum durch A. Voigt GmbH 2007 - Wikidata-Eintrag zur Orgel (Q124788459) |
| Schwarzheide                | Viktoria-Kapelle                        | weitere Bilder                     | Gebrüder Jehmlich                |           | I/P     | 3        | - Wikidata-Eintrag zur Orgel (Q124788452) |
| Schwarzheide-Zschornegosda  | Lutherkirche                            |                                    | Schuke Orgelbau                  | 1957      | I/P     | 6        | |
| Senftenberg                 | Ev. Kirche Peter-Paul                   | weitere Bilder                     | Hermann Eule                     | 1960      | III/P   | 29       | → Orgel - Wikidata-Eintrag zur Orgel (Q124784932) |
| Senftenberg                 | Ev. Kirche Peter-Paul                   | weitere Bilder                     | Orgelbau Sauer                   | um 1970   | I       | 3        | - Wikidata-Eintrag zur Orgel (Q124784939) |
| Senftenberg                 | St. Peter und Paul (katholische Kirche) | weitere Bilder                     | G. F. Steinmeyer & Co.           | 1925      | I       |          | 1993 ersetzt durch elektronische zweimanualige Resonatorenorgel; Lautsprecher und Resonatoren wurden hinter dem erhaltenen alten Orgelprospekt angebracht. Bei der originalen Orgel wurde nur das erste Manual der zweimanualigen Orgel eingebaut; Orgel verfiel; 1992 funktionsuntüchtig - Wikidata-Eintrag zur Orgel (Q124785127) |
| Senftenberg                 | Kirche der SELK                         | Bild gesucht BW                    |                                  | 1826      |         |          | stammt ursprünglich aus der Ev. Kirche Sorno (Senftenberg) und kam 1901 in die Kirche nach Senftenberg |
| Vetschau/Spreewald          | Ev. Deutsche Kirche                     | weitere Bilder                     | Schlag & Söhne                   | 1899      | II/P    | 20       | Restaurierung 1989/1990 A. Voigt GmbH → Orgel - Wikidata-Eintrag zur Orgel (Q124788602) |
| Vetschau/Spreewald          | Ev. Wendische Kirche                    | weitere Bilder                     | Friedrich Wilhelm Kaltschmidt    | 1859      | II/P    | 22       | Restaurierung 2001–2010 A. Voigt GmbH → Orgel - Wikidata-Eintrag zur Orgel (Q124788554) |
| Wormlage                    | Ev. Kirche                              |                                    | Gustav Heinze                    | 1911      | II/P    | 9        | Opus 48 - Wikidata-Eintrag zur Orgel (Q124789364) |
| Zerkwitz                    | Ev. Kirche                              | Bild gesucht BW                    | Ludwig Hartig                    | 1854      | II/P    | 16       | → Orgel - Wikidata-Eintrag zur Orgel (Q124791191) |
| Zinnitz                     | Dorfkirche                              | Bild gesucht BW                    | unbekannt                        | 1818      | I/P     | 7        | |